# 崔凱健
崔凱健（Tsui Hoi Kin，1994年7月7日—），香港職業足球員，司職前鋒，效力於香港丙組足球聯賽球隊駿達國強。

## 外部連結
- 崔凱健在Soccerway.com（英语）
- 崔凱健在FootballDatabase.eu（英语）
- 崔凱健在Transfermarkt（英语）
- 香港足球總會網頁球員資料